# TRS-80 MC-10

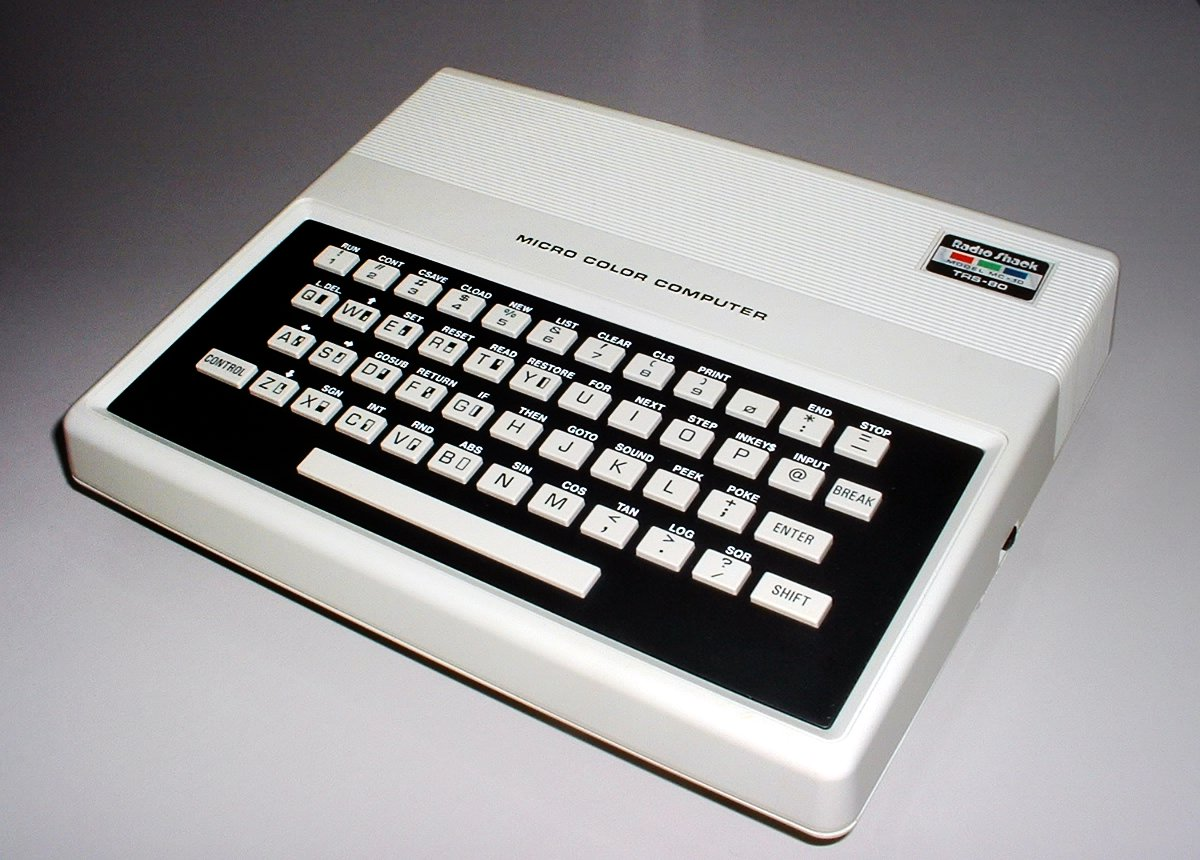
De TRS-80 MC-10

De TRS-80 MC-10 microcomputer is een wat minder bekende computer van de TRS-80-lijn van homecomputers, geproduceerd door Tandy Corporation in de vroege jaren 80 en verkocht in Nederland door de Tandy winkelketen. Het was ontworpen als een goedkoop alternatief voor Tandy's eigen TRS-80 Color Computer om te concurreren met andere beginnercomputers die van tevoren de markt domineerden, zoals de Commodore VIC-20 en de Sinclair ZX81.
Omdat deze computer weinig mogelijkheden heeft, was de MC-10 voornamelijk interessant voor hobbyisten en voor mensen die wilden leren programmeren en maar een klein budget hadden. Het was niet bepaald een commercieel succes en de productie van deze kleine computer werd al na een jaar stopgezet.
Een kloon van de MC-10, Alice, werd op de markt gebracht in Frankrijk door een samenwerkingsverband van Tandy, Matra en Hachette.

## Beschrijving
De MC-10 heeft ongeveer de grootte van een paperback. De computer heeft 4 kilobyte RAM-geheugen, een Motorola MC6803 8-bits microprocessor, een ingebouwde seriële poort en grafische mogelijkheden die vergelijkbaar zijn met de originele Color Computer, mogelijk gemaakt dankzij dezelfde Motorola MC6847 video display generator.
Zoals de meeste homecomputers van die tijd heeft de MC-10 een BASIC interpreter ingebouwd in ROM en maakt het gebruik van standaard audiocassettes voor massaopslag. Tekst en graphics werden op een televisiescherm afgebeeld via een ingebouwde HF-modulator. Iets wat minder vaak voorkwam bij computers in zijn prijsklasse was dat de MC-10 een ingebouwde RS-232 seriële poort heeft die het mogelijk maakte om van een groot scala aan printers en modems gebruik te maken zonder dat daarvoor extra externe hardware nodig was.
Maar ook met deze specificaties waren de mogelijkheden van de MC-10 beperkt. Diskettestations, toetsenborden, medium-resolutie graphics en 64 kilobyte aan werkgeheugen waren inmiddels standaard aan het worden voor homecomputers. De MC-10 heeft geen van alle, waardoor de mogelijkheden erg beperkt waren en potentiële kopers weinig interesse hadden in deze computer. Ook hobbyisten hadden weinig belangstelling, ondanks de lage prijs. Tandy/RadioShack maakte nauwelijks tot geen reclame voor de MC-10 in Nederland en België, waardoor bijna niemand zelfs maar wist dat deze bestond.
De productie van de kleine MC-10 werd stopgezet in 1984, samen met de 16 kB geheugenuitbreiding en de summiere op cassette uitgebrachte collectie software die er ooit voor gemaakt is. Deze homecomputer heeft nooit een grote schare liefhebbers gekend en is nooit doorgedrongen tot het grote publiek.

## Specificaties
- CPU: Motorola 6803 @ 0,89 MHz
- RAM: 4 kB ingebouwd, uitbreidbaar tot 20kB via een externe geheugenuitbreiding
- ROM: 8 kB (Micro Color Basic, ontwikkeld door Microsoft)
- VDP: MC6847
  - Tekst: 32×16
  - Low-res: 64×32, 8 kleuren (4bpp)
  - Low-res: 64×64, 4 kleuren (2bpp)
  - Med-res: 128×64, 2 kleuren (1bpp)
  - Med-res: 128×64, 4 kleuren (2bpp)
  - Med-hi: 128×96, 2 kleuren (1bpp)
  - Med-hi: 128×96, 4 kleuren (2bpp)
  - Hi-res: 128×192, 2 kleuren (2bpp)
  - Hi-res: 128×192, 4 kleuren (2bpp) (geheugenuitbreiding benodigd)
  - Hi-res: 256×192, 2 kleuren (1bpp) (geheugenuitbreiding benodigd)
- I/O-poorten:
  - RS-232C seriële interface (300-9600 baud; 600 baud via BASIC)
  - Cassette-interface (1500 baud)
  - Interne tv-modulator
  - Interface voor geheugenuitbreiding

Ondanks dat de interface voor geheugenuitbreiding in direct contact stond met de processor en door meerdere programma's gebruikt had kunnen worden, was de aansluitconnector die ervoor nodig was zeer moeilijk te verkrijgen.
De RS-232C seriële interface was erg beperkt qua mogelijkheden. Ook al had de 6803-processor een ingebouwde UART, de UART was er niet mee verbonden en hielp de RS-232c-interface dus totaal niet.
Dit kwam doordat er gebruik was gemaakt van maar een enkele 3,58 MHz tv colorburst crystal om videographics te genereren en de CPU-klok te genereren. Bovendien kwam deze kloksnelheid niet overeen met welke standaard baudrate dan ook, wanneer deze was gedeeld door de UART. Dit resulteerde erin dat programma's die gebruik maakten van de RS-232-interface, al de bits individueel moesten shiften (opschuiven) via de in- en uitvoerpoorten van deze interface, wat zorgde voor kunstmatige en vooral kritische timingproblemen.
De cassette-interface had vergelijkbare problemen, en nog enkele meer. Ondanks dat Micro Color Basic een verborgen CLOADM commando had om machinetaalprogramma's in te laden en een verborgen VARPTR commando had om variabelen te manipuleren in het geheugen, had de ingebouwde basic geen CSAVEM commando om machinetaalprogramma's op cassette op te slaan.

## Software
Een beperkt aanbod van software was verkrijgbaar op cassette, zoals Lunar Lander en Checkers die geprogrammeerd waren in BASIC. Daarnaast verkocht Tandy ook een flipperkastspelletje op cassetteband. Dit was het enige machinetaalspelletje dat door grotere video- en spelmogelijkheden op een televisiescherm was te spelen, dat officieel bij Tandy verkrijgbaar was. In tegenstelling tot de paar BASIC-spelletjes die er op de multigamestape stonden liet het in machinetaal geschreven flipperkastspelletje zien waar de MC-10 feitelijk toe in staat was, zoals het gebruikmaken van hoge-resolutie graphics en animaties. Het machinetaalspelletje van de flipperkast had wel een geheugenuitbreiding van 16 kB nodig, anders werkte het niet op een standaard MC-10.
Terwijl er zeer weinig software te koop was had de gebruiker wel de mogelijkheid om BASIC programma's uit boeken en tijdschriften over te typen op de MC-10. Aangezien de MC-10 een ingebouwde Microsoft Basic 1.0 had waren de meeste BASIC programma's compatibel. Een paar kleine aanpassingen in verband met de grafische- en geluidsmogelijkheden waren soms noodzakelijk, maar de meeste BASIC programma's waren mogelijk op de MC-10. De gebruiker kon dus wel de beschikking krijgen over een enorme hoeveelheid software en programma's die in boeken en tijdschriften stond afgedrukt in de BASIC-taal.
Er is een kleine liefhebbersgroep aanwezig van mensen die zelfstandig games op het internet zet, die de gebruiker dan via de eigen pc op een cassettebandje kan zetten en via een MC-10 kan spelen. Het is ook mogelijk om een audio-uitgang van de pc direct aan te sluiten op een MC-10.